# Leon Williams
Leon Williams (Amersfoort, 25 juli 1991) is een Nederlands basketballer. Sinds december 2024 speelt hij voor Landstede Hammers in de Dutch Basketball League.

## Nederlands team
In de zomer van 2012 werd Williams voor het eerst opgeroepen voor het Nederlands nationaal basketbalteam door bondscoach Jan Willem Jansen om in de kwalificatiewedstrijden voor het EK van 2013 te spelen.

## Erelijst
- NBB-Beker (2): 2016,, 2022

#### Individuele prijzen
- All-Star (3): 2014, 2015, 2016
- Most Improved Player (1): 2013
- MVP Onder 23 (1): 2014